# A Woman's Triumph
A Woman's Triumph est un film muet américain réalisé par J. Searle Dawley et sorti en 1914.

## Fiche technique
- Titre : A Woman's Triumph
- Réalisation : J. Searle Dawley
- Scénario : d'après le roman de Walter Scott (The Heart of Midlothian)
- Dates de sortie : 
  -  États-Unis : 10 mai 1914

## Distribution
- Helen Aubrey : Dame Murdockson
- Emily Calloway : Madge Wildfire
- Hal Clarendon : Georgie Robertson
- Betty Harte : Effie Deans
- George Moss : David Deans
- Wellington A. Playter : Reuben Butler
- Laura Sawyer : Jeanie Deans